# Tokyo Babylon
Tokyo Babylon (東京BABYLON?, Tōkyō Babylon) è una serie manga shoujo di genere horror e soprannaturale creato dal quartetto delle CLAMP, da cui è stato tratto un OAV e un film live-action. La serie è anche influenzata, in parte, dalla serie di racconti storico-fantastici Teito monogatari.

## Trama
La trama viene sviluppata attraverso storie minori, solitamente 2 o 3 per volume. Mentre il manga comincia con capitoli quasi indipendenti tra loro, pian piano si comincia a sviluppare una vera e propria storia. Il punto in cui diverge la storia è fondamentalmente la crescita dei personaggi e lo sviluppo delle relazioni tra loro.
I protagonisti, Subaru Sumeragi, sua sorella gemella Hokuto Sumeragi, e il veterinario Seishiro Sakurazuka, sono onmyouji (letteralmente "maestro yin-yang", anche tradotto come sciamano). La trama implica la protezione di Tokyo e l'allontanamento degli spiriti che la invadono, attraverso l'esorcismo di questi ultimi.
L'altra parte della trama parla dei sentimenti provati da Seishirō per Subaru, e le reazioni di quest'ultimo, che vanno dal rigetto fino alla nascita di un romantico affetto, fino al tragico twist nei volumi finali del manga.

## Personaggi

### Subaru Sumeragi
Subaru è il protagonista delle serie nonché il più importante esorcista del Giappone intero e 13º capo della famiglia Sumeragi.
Nato insieme alla sorella Hokuto il 19 febbraio a Kyoto, ha passato la maggior parte della sua infanzia sotto l'ala protettrice della nonna da cui ha imparato le arti sciamaniche.
Nella sua infanzia è inoltre celato il mistero che aleggia per l'intero fumetto, legato ad un incontro che ha cambiato la sua vita e che è stato sigillato nella profondità dell'inconscio.
Da quel giorno in poi Subaru ha ricevuto dalla nonna un divieto tassativo: egli non dovrà mai mostrare le sue mani, e per questo indossa sempre dei guanti.
Subaru all'inizio della storia è un ragazzo di 16 anni che si divide tra i suoi compiti di esorcista e il desiderio di una vita normale, senza però riuscirci granché bene. Infatti Subaru sacrifica diverse volte se stesso e i suoi desideri per il bene del prossimo, mettendo sempre gli altri avanti a sé.

### Seishiro Sakurazuka
Giovane veterinario di 25 anni, Seishiro è il dirimpettaio dei fratelli Sumeragi i quali passano molto tempo a casa sua.
Seishiro conosce Subaru per caso alla stazione del treno e a quanto sostiene se ne è innamorato a prima vista, da allora lo ha sempre seguito e sostenuto in ogni sua missione. Egli al contrario di Subaru mostra sin dal primo numero un lato oscuro e di avere un approccio alle problematiche del lavoro di Subaru "molto" diverso.
A dispetto della differenza d'età in realtà Seishiro è il personaggio più infantile della serie, ama i dolci e ne divora in continuazione e anche le sue continue e moleste dichiarazioni sembrano più i giochi di un bambino che i sentimenti di un adulto.
Ma nonostante questo il suo legame con Subaru è ben più profondo di quello che sembra all'inizio e fondamentale nello sviluppo della trama.

### Hokuto Sumeragi
Sorella gemella di Subaru non sembra però possedere alcun potere spirituale. È una ragazza estremamente allegra ed ottimista con un gusto discutibile in fatto di moda. Per tutto lo svolgimento della storia la vediamo indossare i vestiti più assurdi, imponendo il suo senso estetico anche al fratello.
Nonostante questo suo comportamento a volte leggero, Hokuto è una ragazza molto sensibile e molto attenta al fratello, vorrebbe che egli corrispondesse i sentimenti di Seishiro e per la prima volta considerasse qualcuno davvero speciale per sé.
Allo stesso tempo però Hokuto si rende conto che Seishiro in realtà non è quello che appare, e che potrebbe essere molto pericoloso per il fratello, ma conscia del fatto che egli è l'unica persona che potrebbe mai diventare speciale per il fratello asseconderà l'inevitabile corso degli eventi.

## Sviluppo

### DaTokyo BabylonaX
Anche se Tokyo Babylon ha un finale, molte altre storie potrebbero svilupparsi dagli spunti di questa opera. Con l'artwork Tokyo Babylon Photographs, in cui sono mostrati Subaru e Seishirō in una versione più matura e posti davanti ad uno sfondo con la scritta Tokyo Babylon 1999, molti fan della serie hanno avanzato idee che la serie sfoci in X.
Essenzialmente, X ha sviluppato una storia separata, che comunque unisce i protagonisti maschili di Tokyo Babylon. Nel quinto tankōbon di X, il legame tra i due manga viene finalmente dichiarato: da allora, i personaggi della precedente opera appariranno in X, che è ambientato 9 anni dopo gli eventi di Tokyo Babylon.

## Edizioni italiane
La prima edizione italiana del manga fu stampata dalla Planet Manga (etichetta di Panini Comics) nel 2001. Nel 2009 i diritti passano alla casa editrice D/Books, che ristamperà l'opera in una nuova edizione, acquistabile a partire da dicembre 2009. Ecco le differenze dell'edizione D/Books rispetto all'edizione Planet Manga:
- Dialoghi modificati, più fedeli all'opera originale
- Un formato da 12,5 x 18 cm
- Sovraccoperta in carta patinata + pinup
- Ogni numero avrà, all'interno, un doppio mini-poster a colori ripiegabile